# العملة السلتية لبريطانيا

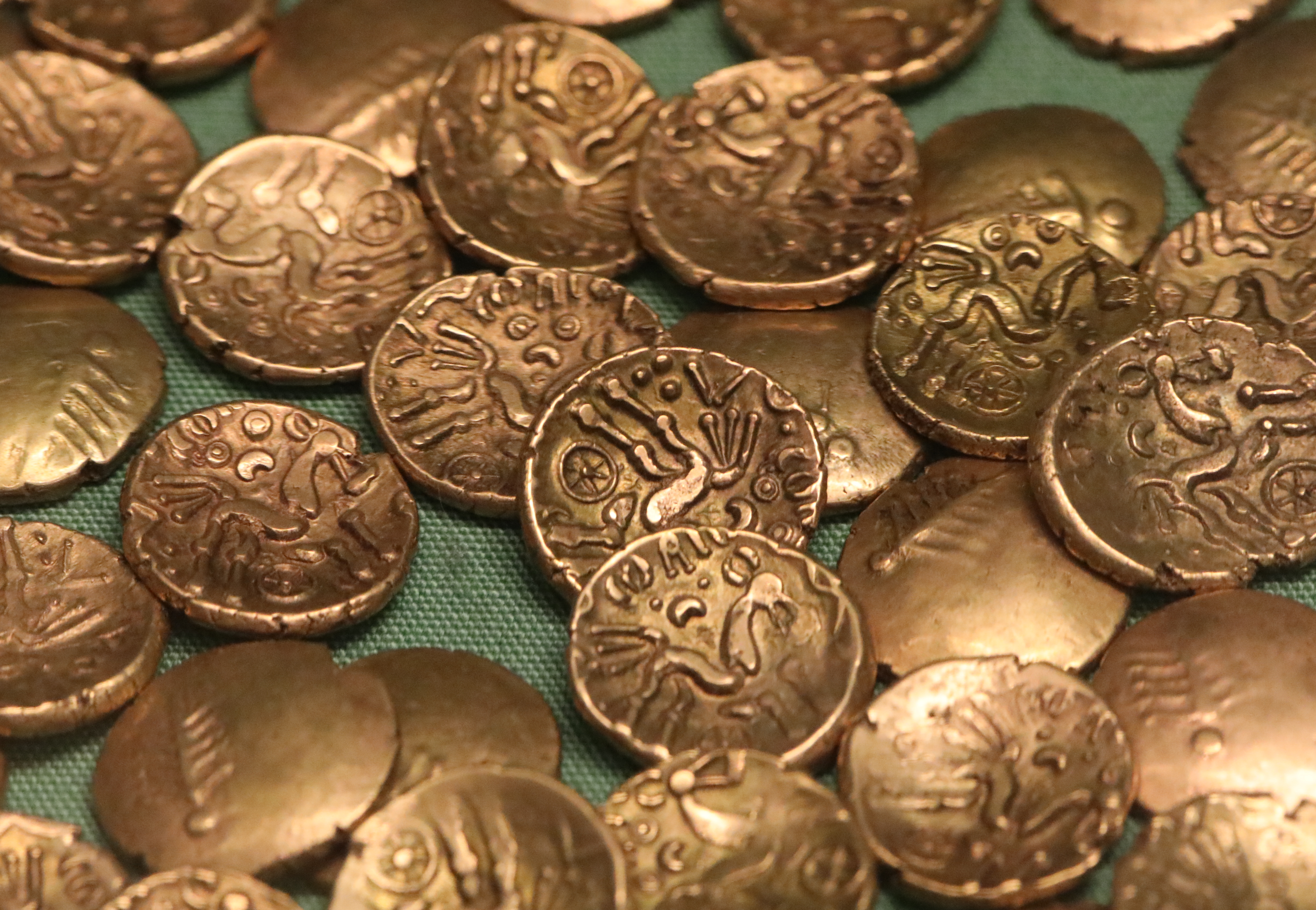
جزء من مجموعة فارمبورو المكونة من أوراق نقدية مكتوب عليها "CORIO"

كانت العملة السلتية لبريطانيا هي العناصر والعملات المعدنية المختلفة المستخدمة كعملة بين عامي 200 قبل الميلاد و60 بعد الميلاد تقريبًا. تتكون أقدم العملات من أشكال مختلفة من قضبان الحديد. استوردت العملات المعدنية لأول مرة بأعداد كبيرة حوالي عام 150 قبل الميلاد وبدأ سكها محليًا حوالي عام 100 قبل الميلاد. انتهى إنتاج العملات المعدنية إلى حد كبير بالغزو الروماني لبريطانيا، أولاً بغزو كلوديان عام 43 بعد الميلاد ثم بهزيمة بوديكا عام 60 أو 61 بعد الميلاد. ربما إنتجت العملات المعدنية المصبوبة لبضع سنوات أخرى حول رأس هينجيستبري. غالبًا ما يتغير التأريخ الدقيق للعملات المعدنية في ضوء الأبحاث الجديدة.
ينقسم استخدام العملات المعدنية عادةً إلى منطقة أساسية تغطي المقاطعات الرئيسية بالإضافة إلى أجزاء من أوكسفوردشاير ونورثهامبتونشاير وكامبريدجشير. كانت هذه المنطقة محاطة بمحيط من مجموعات استخدام العملات المعدنية، ويبدو أن بعضها، مثل كورييلتوفي ودوروتريجيس ودوبوني وإيسيني، قد سك عملاتها المعدنية الخاصة. تُنسب العملات المعدنية في المنطقة الأساسية عمومًا إلى أتريباتس وكانتي في المناطق الواقعة جنوب نهر التايمز وترينوفانتس وكاتوفيلاوني إلى الشمال.
قد يكون السجل الأثري مشوهًا بسبب حالات التزوير المتعمد لمواقع الاكتشاف. تاريخيًا، ربما كان هذا التزوير مدفوعًا بعمال المزارع الذين يريدون إخفاء أنهم أخذوا العملات المعدنية من أرض صاحب عملهم. وفي الآونة الأخيرة، إنتجت مصادر مزيفة لإخفاء مصدر العملات المعدنية التي نهبها كاشفو المعادن مثل النهب الجماعي لموقع معبد وانبورو.

## قضبان الحديد والعملات غير المعدنية الأخرى

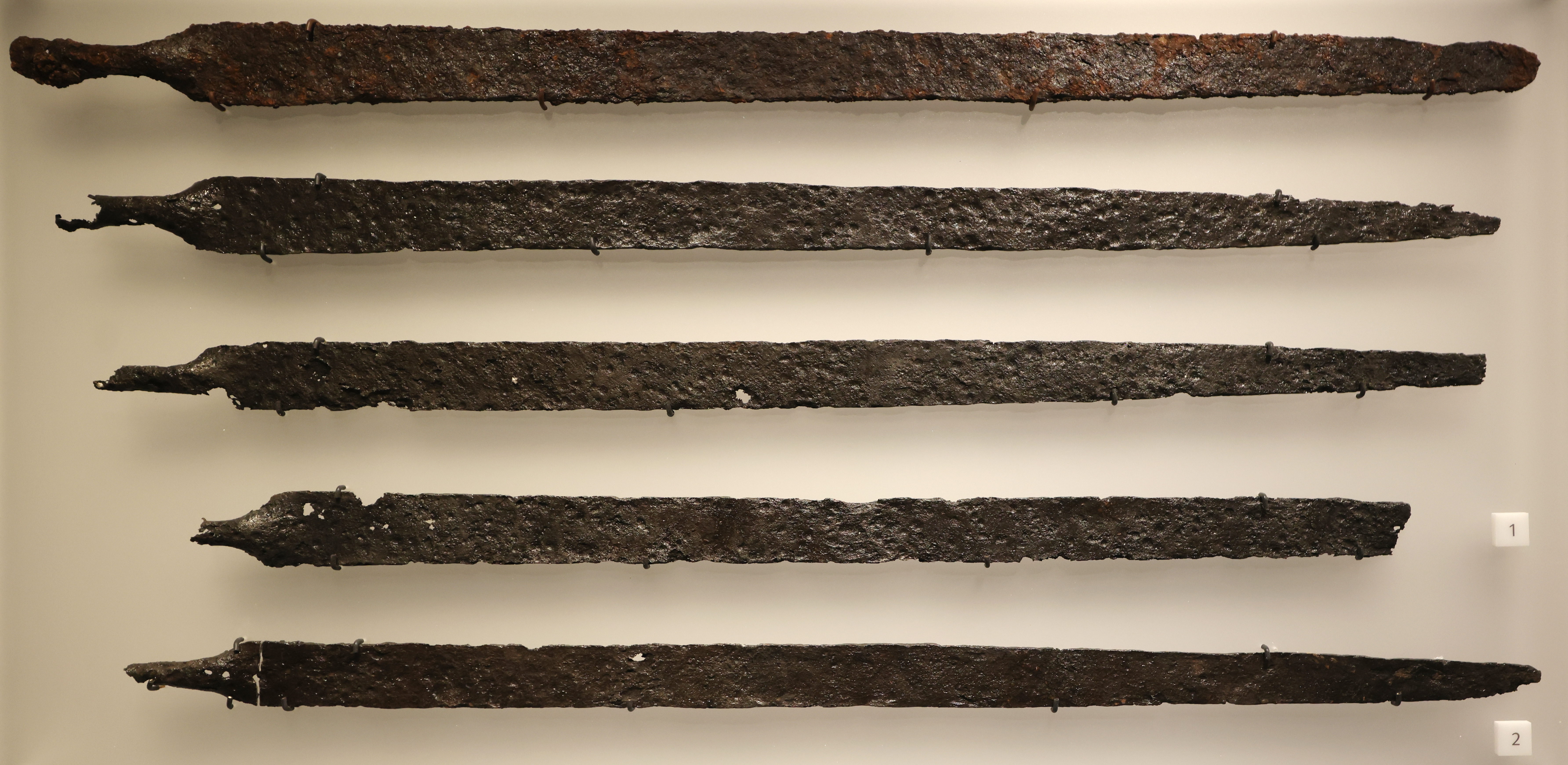
عملة حديدية على شكل سيف

يبدو أن أول عملة في بريطانيا كانت عبارة عن سبائك حديدية ‏ ظهرت لأول مرة حوالي عام 200 قبل الميلاد. عثر على سبائك العملة في أربعة أشكال معروفة باسم شكل السيف، وشكل البصاق، وشكل المحراث، وشكل ورقة الغار. وقد اقترح أن هذه الأشكال كانت تستخدم لإظهار أصل السبائك. تزن السبائك عمومًا ما بين 0.3–0.5 كـغ (0.66–1.10 رطل) القضبان على شكل البصاق الأكثر شيوعًا، حيث تمثل نصف جميع الاكتشافات. وتشكل القضبان على شكل سيف 40 بالمائة أخرى.
يبدو أن العملة المعدنية المصنوعة من قضبان حديدية قد ذُكرت في كتاب تعليقات يوليوس قيصر على الحرب الغالية. هناك اختلافات في النصوص الباقية، مما يعني أنه من المحتمل أن النص الأصلي كان يشير إلى عملة الحلقات الحديدية. ومع ذلك، يُعتقد أن العملة المعدنية المصنوعة من قضبان حديدية هي الأكثر احتمالاً في ضوء الاكتشافات الأثرية.
تاريخيًا، زُعم أن الخواتم الذهبية كانت تُستخدم كعملة، لكن التأريخ المُحسَّن جعل هذا الادعاء غير مُرجَّح. ادعى جون ليزلي، الذي كتب في القرن السادس عشر، أن النقود الجلدية كانت تُصدر في اسكتلندا في القرن الثاني قبل الميلاد. لم يعثر على أي دليل على هذا الادعاء.

## العملات المعدنية

### الأسماء
الأسماء الأصلية للعملات السلتية البريطانية غير معروفة.
أطلق الباحثون المعاصرون على العملات المعدنية، سواءً كانت منقوشة أو غير منقوشة، أسماءً مختلفة. تُوصف العملات الذهبية باسم "ستاتير" أو "أرباع ستاتير"، وهو اسم مشتق من العملات اليونانية. كان وزن العملات الذهبية يتراوح عمومًا بين 4.5–6.5 غ (0.16–0.23 أونصة). كان وزن ربع الستاتير، كما يوحي اسمه، حوالي ربع وزن الستاتر الذهبي. يُطلق أحيانًا على بعض العملات الذهبية التي لا تربطها علاقة وزن واضحة بالستاتر اسم كسور ذهبية.
تُوصف العملات الفضية بأنها وحدات، ونصف وحدات، ووحدات دنيا. تزن الوحدات عمومًا ما بين 0.8–1.4 غ (0.028–0.049 أونصة)، مع نصف وحدات تعادل حوالي نصف وزن الوحدات. تغطي Minims العملات الفضية المختلفة التي يقل وزنها عن 0.4 غ (0.014 أونصة).
توصف العملات المعدنية المصنوعة من سبائك النحاس على أنها عملات ستاتير، وربع ستاتير، ووحدات مع عملات ستاتر مصبوبة ووحدات صغيرة ينظر إليها بشكل منفصل.
تتكون الأسماء الأكثر تحديدًا لأنواع العملات الفردية عمومًا من أرقام الكتالوج، على الرغم من استخدام أوصاف بسيطة في بعض الحالات. على مدار العقود، جمعت كتالوجات مختلفة، وكان كتالوج فان أرسديل لعام 1989 هو الأكثر شهرة. ومع ذلك، فإن التداخل بين الكتالوجات يعني أنه يمكن أن يكون للعملة ما يصل إلى سبعة أسماء مختلفة.

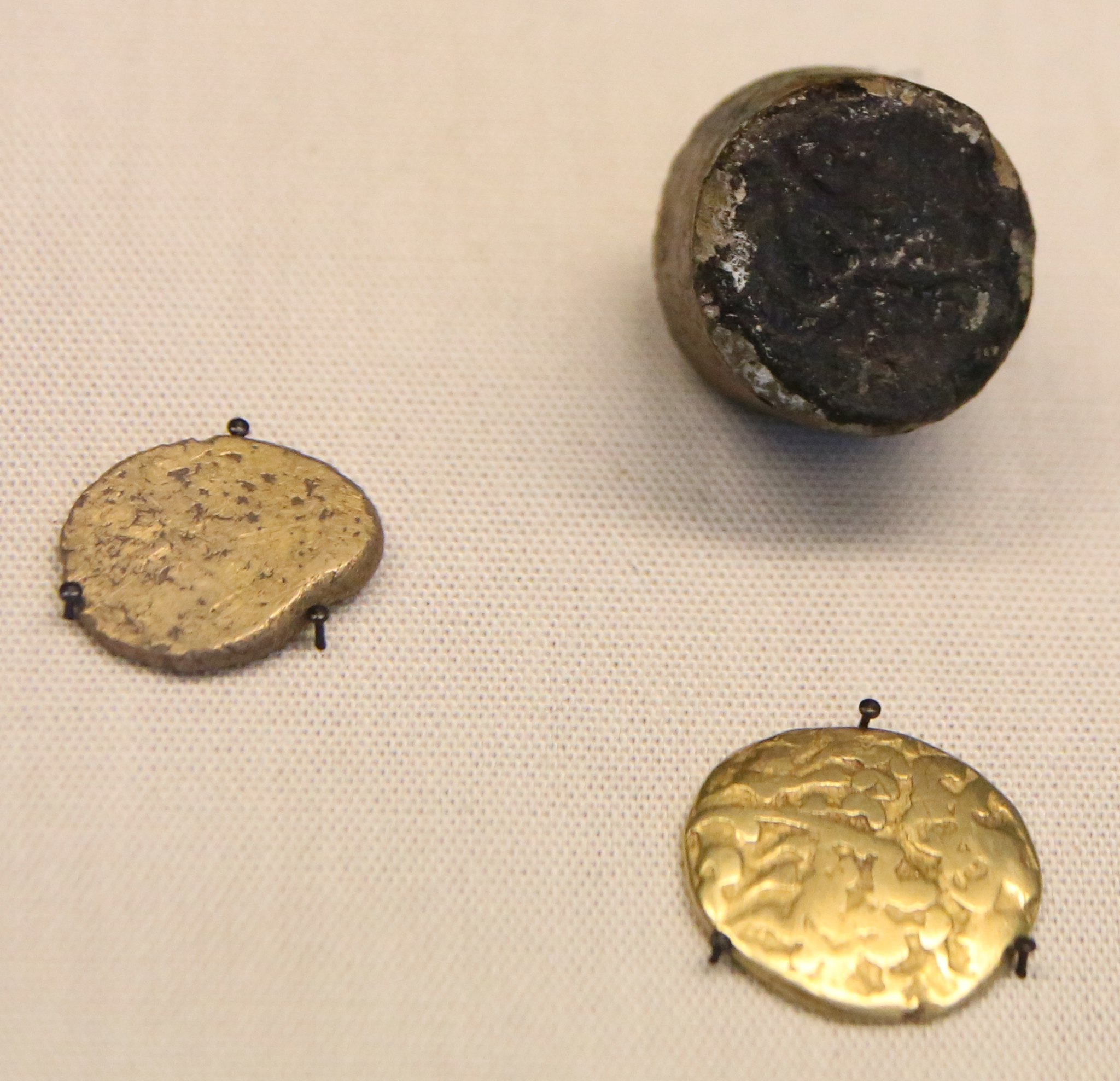
من الأعلى إلى الأسفل: قالب لضرب عملة غالو-بلجيكية من الفئة أ، وهو قالب فارغ من النوع الذي يمكن ضربه، وهو عملة غالو-بلجيكية من الفئة أ

### طرق التصنيع
سكت معظم العملات السلتية البريطانية على الرغم من أن القليل منها صبت.
لا تزال التفاصيل الدقيقة للطريقة التي ضربت بها العملات المعدنية غير واضحة. يُعتقد على الأرجح أن العملات المعدنية المضروبة كانت تُصنع من خلال عملية مكونة من أربع خطوات. أولاً، توزن كمية دقيقة إلى حد ما (سجلت دقة بضعة ملليغرامات أو أفضل) من المعدن على شكل مسحوق أو كتلة صلبة. ثم يوضع المعدن في قالب من الطين ويسخن لتشكيل قطعة فارغة. عثر على أمثلة لهذه القوالب في الحفريات الأثرية. ثم تتسطح القطعة الفارغة قبل وضعها أخيرًا بين قالبين وضربها. يكون القالب السفلي مقعرًا من أجل تثبيت القطعة الفارغة في مكانها بينما يكون القالب العلوي محدبًا. غالبًا ما تكون القوالب أكبر من القطع الفارغة التي تضرب، مما يؤدي إلى ظهور جزء فقط من التصميم على العملة. تشير الآثار التجريبية إلى أنه من المتوقع أن يستمر القالب السفلي لمدة تصل إلى 10000 ضربة اعتمادًا على مستوى التآكل المقبول. يبدو أن القوالب العلوية لها نطاق عمر أطول بكثير، حيث تتراوح الأعمار القابلة للاستخدام من أكثر من 100 ضربة إلى ما يقرب من 8000 ضربة إبلغ عنها. يشير الجمع بين الأدلة الأثرية والسجلات التاريخية إلى أن منتجي العملات القديمة كان بإمكانهم الحصول على ما يصل إلى 47000 ضربة من قالب فردي.
ومن الممكن في بعض الحالات، بدلاً من استخدام القوالب، أن يصهر المعدن و يسكب على سطح مستو.
عثر على عدد من العملات المعدنية من تلك الفترة تتكون من قلب معدني أساسي وطلاء معدني ثمين. كان من الممكن أن تصنع عن طريق طلاء المعدن الأساسي بطبقة رقيقة من المعدن الثمين، ثم ضرب الفراغ. في حين أن هذه العملات المعدنية تبدو في الغالب وكأنها مزورة بشكل مباشر، يبدو أن بعضها قد ضرب باستخدام نفس القوالب مثل العملات غير المزورة، مما يجعل حالتها أقل وضوحًا.
في حالة العملات المعدنية المصبوبة، استخدمت سلسلة من قوالب الطين المتصلة ببعضها بواسطة قضبان. إنتجت الأنماط الموجودة على العملات المعدنية عن طريق الضغط على نمط في الطين أو، في حالات أبسط، خدش خطوط فيه. ثم يسكب المعدن المنصهر في القوالب. بمجرد أن يبرد المعدن، تكسر القوالب للوصول إلى العملات المعدنية.

### العملات المعدنية المستوردة
أقدم العملات المعدنية التي ظهرت في السجل الأثري البريطاني هي البرونزيات القرطاجية التي تعود إلى القرن الثالث أو الرابع قبل الميلاد، على الرغم من أنه يبدو من غير المحتمل أنها كانت تستخدم كعملة. من المحتمل أن هذه العملات دخلت المجتمع السلتي كدفعة للمرتزقة من قبل قرطاج وسرقوسة. عثر على عملات معدنية أخرى من نهاية القرن الثالث وبداية القرن الثاني قبل الميلاد ولكن لا يوجد دليل على استخدامها كعملة والوضع معقد بسبب التلوث الناجم عن الخسائر الحديثة. بعد العصور القديمة، كان هناك طريق تجاري مباشر للعملات اليونانية إلى بريطانيا منذ إنشاء شركة بلاد الشام في أواخر القرن السادس عشر.
حوالي عام 150 قبل الميلاد، بدأ استيراد العملات الغالية البلجيكية إلى بريطانيا. اتبعت هذه العملات تصاميم مستمدة في النهاية من العملات التي أصدرها فيليب الثاني المقدوني وكانت مصنوعة من الذهب. تميزت عملات فيليب على الوجه برأس أبولو مرتديًا إكليلًا من الزهور. وعلى الوجه الآخر، حملت صورة لعربة بيجا ‏ يجرها حصانان وتحمل شخصية تحمل سوطًا. تُعرف ست سلاسل من إصدارات العملات الغالية البلجيكية من A إلى F مع أنواع فرعية مثل AA وAB (في هذه الحالة تحدد من خلال الاتجاه الذي يواجهه التمثال النصفي). من بين هذه العملات، كانت العملات من C إلى F هي التي كان لها التأثير الأكبر على تصميمات العملات البريطانية اللاحقة. انتهى سك هذه العملات مع الغزو الروماني لغال. من المحتمل أن بعض هذه العملات على الأقل إنتجت في بريطانيا بدلاً من استيرادها. عثر على قالب لضرب عملات جالو البلجيكية في بريدجار، كنت، ولكن ليس من الواضح ما إذا كان قد استخدم لضرب العملات الرسمية أو التزوير.
إلى جانب سلسلة العملات الغالية البلجيكية، عثر على عملات معدنية أخرى من القارة في بريطانيا. وكذلك عثر على عملات أمبياني على طول الساحل الجنوبي غرب البلاد (إنجلترا)، وربما وصلت إلى هناك نتيجة للتجارة عبر القناة الإنجليزية.

### بوتينز
يبدو أن البرونزيات المصبوبة من كنت (المشار إليها تاريخيًا باسم أواني ثوروك) كانت أول العملات المعدنية التي صنعت في بريطانيا والتي يرجع تاريخها إلى نهاية القرن الثاني قبل الميلاد. ويبدو أنها كانت متداولة بشكل أساسي في كينت وكانت تستند إلى العملات المعدنية التي أصدرتها ماساليا (مارسيليا الآن في فرنسا الحديثة). إصدرت العديد من الأواني الأخرى مع انتهاء الإنتاج حوالي عام 50 قبل الميلاد. صبت هذه العملات المعدنية بدلاً من ضربها. على الرغم من أن الأواني كانت موجودة في نفس وقت العملات الذهبية البريطانية الأولى، إلا أنه لم يعثر عليها معًا مما يشير إلى أنها لعبت دورًا مختلفًا في المجتمع. استمرت الأواني في التداول لبعض الوقت بعد الغزو الروماني لبريطانيا وقد عثر عليها في مدافن يعود تاريخها إلى أواخر العصر الروماني.

### الولايات غير المسجلة

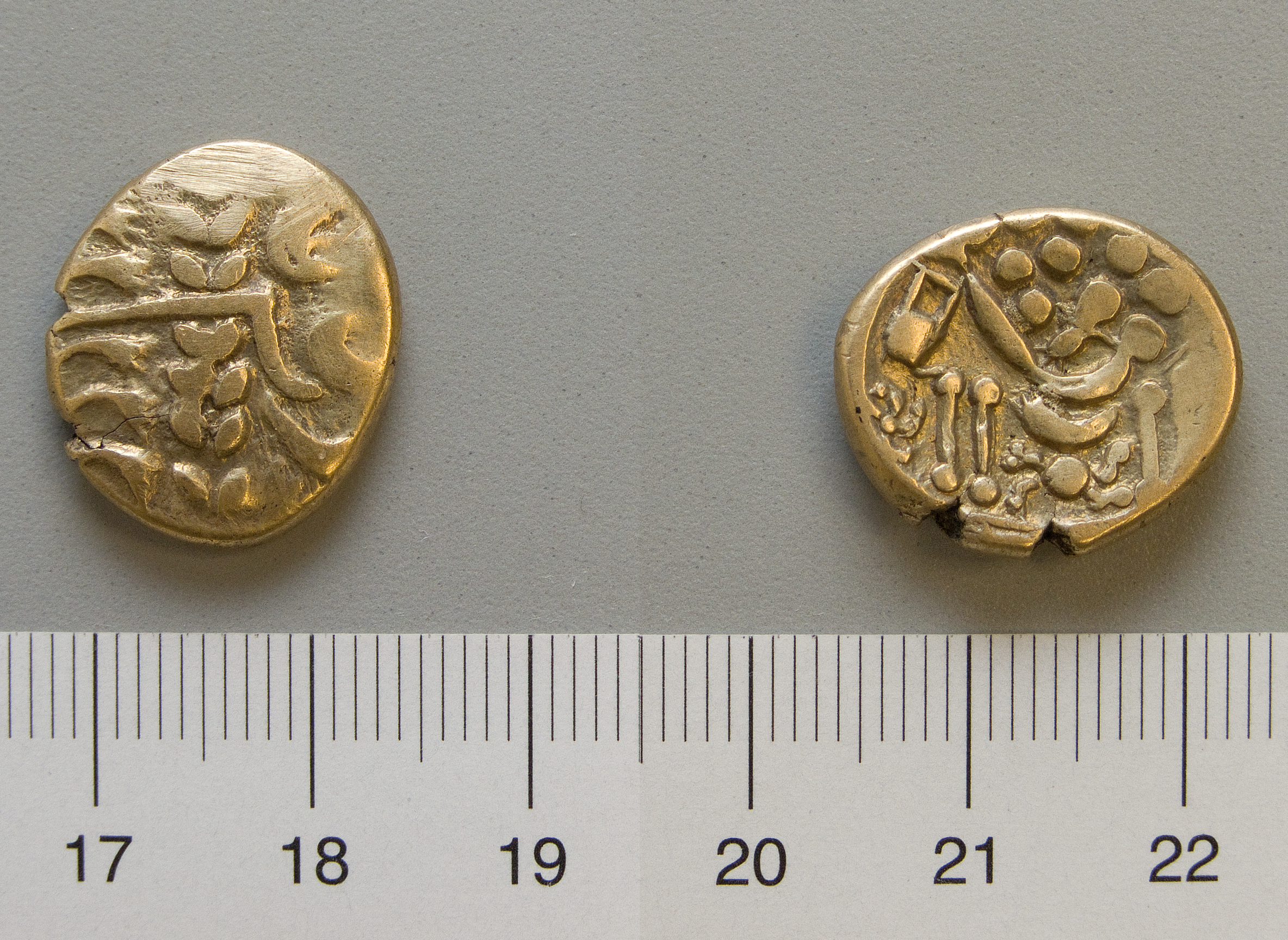
مقياس الدولة البريطانية A بالسنتيمتر

أول عملة بريطانية معروفة كانت مبنية على عملة جالو-بلجيكية من الفئة C ويبدو أنها صُنعت عن طريق صهر هذه العملات وإعادة سكها. يُشار إليها باسم عملة A البريطانية أو عملة Westerham and Ingoldisthorpe، وربما صُنعت بعد فترة وجيزة من عام 100 قبل الميلاد. غالبًا ما تُنسب العملة إلى مملكة الأتريباتس ولكن هذا غير مؤكد.
في نفس الوقت تقريبًا أو بعد ذلك بفترة وجيزة، إنتجت مجموعة من العملات البريطانية غير المنقوشة من قبل مجموعات مختلفة، ولم تظهر العملات المنقوشة إلا بعد عام 50 قبل الميلاد. وكما هو الحال مع العملات الغالية البلجيكية، تقسمت هذه العملات إلى عدد من السلاسل التي قسمت بدورها إلى أنواع فرعية مختلفة.
| التسلسل | الأسماء بديلة                   | السك أول مرة                           | سكت بواسطة    |
| ------- | ------------------------------- | -------------------------------------- | ------------- |
| A       | ويسترهام وإنجولديثورب، ويسترهام | 100 قبل الميلاد أو بعد ذلك بفترة وجيزة | أتريباتس      |
| B       | شلال                            | 60-50BC                                | دوروتريجيس?   |
| C       | يارموث                          |                                        |               |
| D       | تشيريتون                        | 50BC-30BC                              |               |
| F       | كلاكتون                         | 100 قبل الميلاد أو بعد ذلك بفترة وجيزة |               |
| G       | كلاكتون                         | 100 قبل الميلاد أو بعد ذلك بفترة وجيزة |               |
| H       | الساحل الشمالي الشرقي           | 70BC                                   | كوريلتاوفي    |
| I       |                                 | 70BC                                   | كوريلتاوفي    |
| J       | ذئب نورفولك                     | 50BC                                   | إيسيني        |
| K       | جنوب فيريبي                     | 40BC                                   | كوريلتاوفي    |
| L       | وادون تشيس                      | 50BC                                   | كاسيفيلاونوس? |
| N       | فريكنهام                        | 40BC                                   | إيسيني        |
| Q       |                                 | 50BC                                   |               |
| R       |                                 |                                        | دوبوني        |

خلال الحروب الغالية، انخفض وزن العملات الذهبية الصادرة قليلاً. وفي الوقت نفسه، بدأ إصدار العملات الفضية في بعض المناطق.

### العملات المنقوشة

#### المنطقة الأساسية شمال نهر التايمز

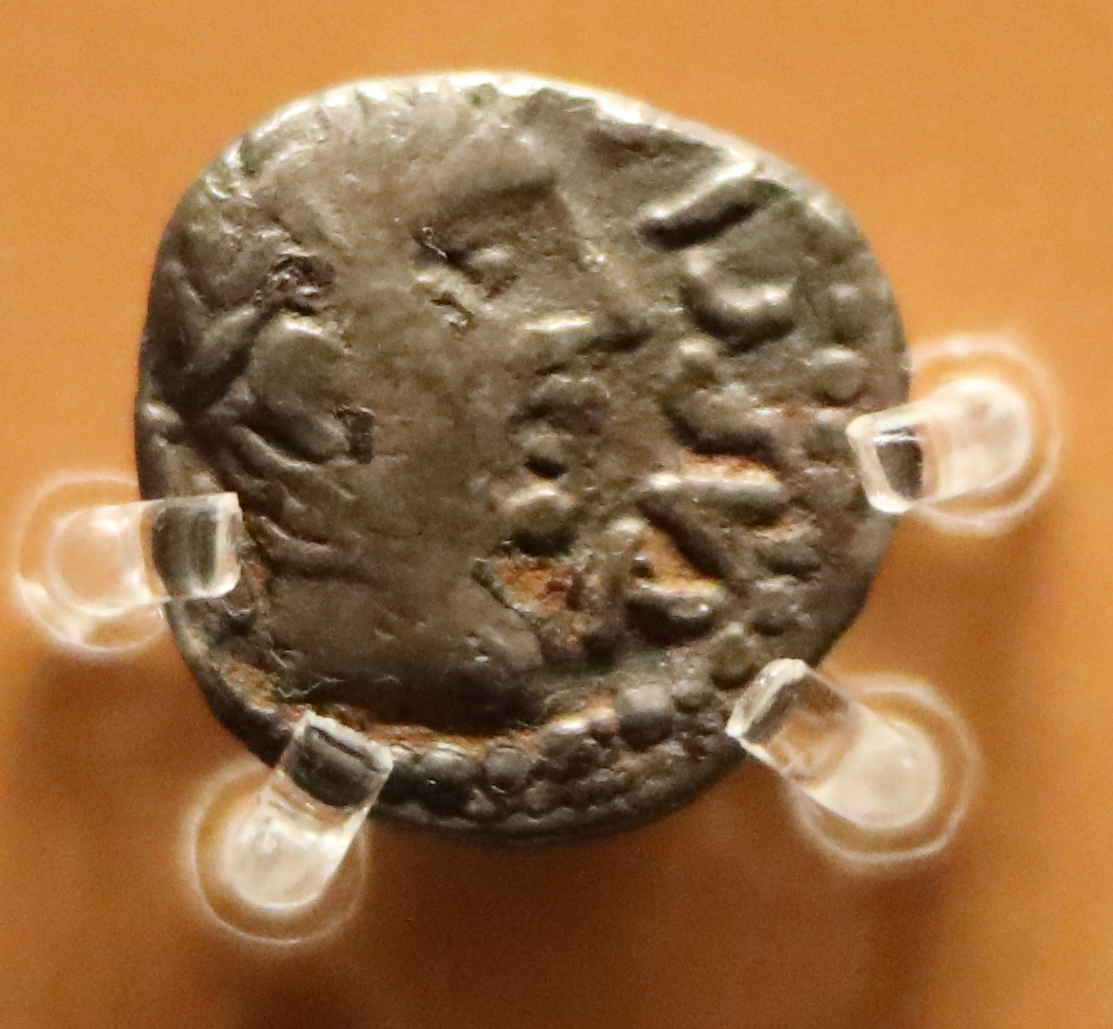
وحدة فضية من تاسكيوفانوس تُظهر التأثير الروماني

أول العملات المعدنية المنقوشة في هذه المنطقة يرجع تاريخها إلى حوالي 35 قبل الميلاد وتنسب إلى Addedomarus. تتكون العملات المعدنية من ستاتيرات ذهبية مبنية على ستاتير L البريطاني، وربع ستاتيرات ذهبية، وعملات فضية وبرونزية ذات قيمة أقل. تتداخل عملات Addedomarus مع عملات Tasciovanus، الذي أصدر أيضًا في البداية ستاتيرات منقوشة بناءً على ستاتير L البريطاني. تبدو عملات Tasciovanus اللاحقة أكثر رومانية، ويتجلى ذلك بشكل واضح في حالة تلك المسكوكة من الفضة والبرونز. ومن السمات الأخرى في الجزء الأخير من حكم Tasciovanus العملات المعدنية بأسماء Andoco وSego وDias وRues. صدرت في العقد على جانبي عام 1 ميلادي، ومن المرجح أنها كانت تنتمي إلى حكام فرعيين كانوا مسؤولين أمام Tasciovanus.
تميز عدد من عملات أديدوماروس بغصن نخيل، والذي ظهر أيضًا على عملة خليفته الواضح دوبنوفيلاونوس. ومثل سلفه دوبنوفيلاونوس، أنتج عملات فضية وبرونزية على الرغم من أنها كانت بكميات صغيرة إلى حد ما.
تمكن ابن تاسيوفانوس الظاهر كونوبيلين من السيطرة على المنطقة بأكملها. ظهرت على ستاتراته مرة أخرى غصن النخيل بين صور أخرى. تطورت عملاته البرونزية والفضية بمرور الوقت من التصميمات المتأثرة بالسلتيك إلى تلك المتأثرة بمجموعة واسعة جدًا من العملات المتوسطية. ربما كانت عملات كونوبيلين هي آخر عملات صدرت في المنطقة قبل الغزو الروماني في عام 43 م. وقد نُسبت بعض العملات المعدنية إلى أبنائه بيقين ضئيل.

#### المنطقة الأساسية جنوب نهر التايمز
أول عملة معدنية منقوشة في هذه المنطقة سكت حوالي عام 30 قبل الميلاد وكانت مبنية على عملة Q البريطانية. وقد نقش على هذه العملات المعدنية COMMIOS ويبدو أنها صدرت من قبل ابن Commius الذي ذكره يوليوس قيصر في كتاباته، على الرغم من أنه من المحتمل أن تكون أول هذه العملات المعدنية قد صدرت من قبل Commius الأصلي. العملات المعدنية الوحيدة التي تحمل نقش COMMIOS هي عملات معدنية ذهبية، ولكن ربطت العملات المعدنية ربع السنوية والعملات الفضية بالسلسلة. تحتوي عملات COMMIOS الذهبية على حوالي 47٪ من الذهب ووزنها بين 5.3 جرام و 5.5 جرام. بعد Commius يبدو أن سلسلتين من العملات المعدنية قد أصدرهما Tincommius وأخرى من قبل Eppillus.
أصدر تينكوميوس في البداية عملات معدنية تتبع نفس النمط إلى حد كبير مثل كوميوس ولكن في نهاية القرن الأول قبل الميلاد تحول إلى تصميمات مستوحاة بشكل كبير من الرومان مع ما يسمى بالسلسلة الكلاسيكية البدائية. تقسمت عملات تينكوميوس المعدنية إلى 4 سلاسل؛ أولاً السلتيك ثم الكلاسيكية البدائية، تليها الخام والكلاسيكية والتي يبدو أنها سُكّت في نفس الوقت تقريبًا. أصدر تينكوميوس عملات فضية بالإضافة إلى الذهب وعملاته الفضية المشتقة من الرومان تحتوي على محتوى معدني يشير إلى أنها كانت مصنوعة من ديناري مصهور. تشير الاعتبارات الأسلوبية ونقص الميوول في بعض التصميمات إلى أن تينكوميوس ربما كان يدير دارين للسك. ومع ذلك، تشير بيانات الموقع إلى أنهما ربما (إذا كان هناك بالفعل داران للسك) قد عملا بالقرب من تشيتشستر الحديثة أو بدلاً من ذلك من الممكن أن يكون أحد الدارين موجودًا في كاليفا أتريباتوم ‏. بلغ وزن ستاتير تينكوميوس الذهبي حوالي 5.3 جرام، بينما بلغ وزن ربع ستاتير الذهب حوالي 1.03 جرام. تراوح وزن وحدات الفضة المختلفة المخصصة لتينكوميوس بين 1.14 و1.32 جرام، بينما بلغ وزن وحدات الفضة الدنيا حوالي 0.3 جرام.

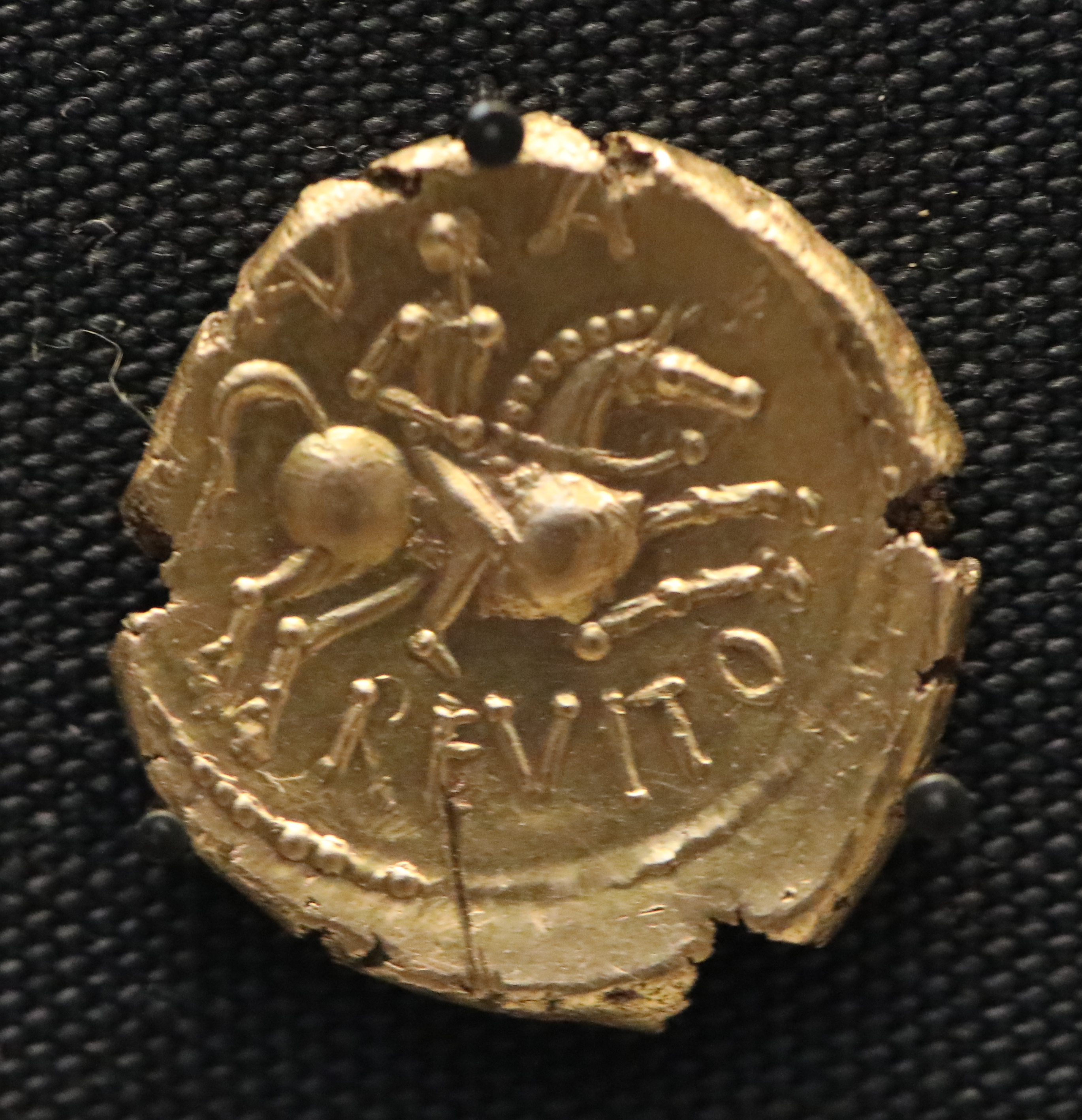
ستاتير أناريفيت

يبدو أن إيبيلوس قد احتفظ بالأرض في منطقتين وأصدر سلسلة مختلفة من العملات المعدنية في كل منهما. على وجه الخصوص، كانت العملات الذهبية التي تداولها إيبيلوس في المنطقة المحيطة بكالييفا أتريباتوم أكثر سمكًا من تلك المتداولة في ممتلكات إيبيلوس في شمال كينت والعملات الفضية أثقل. يشير نمط العملات المعدنية إلى قاطع قالب مختلف في كل منطقة مع وجود عدد قليل من الحالات لكل قاطع ينتج قالبًا للمنطقة الأخرى. تمثل العملات المعدنية الصادرة حول كاليفا أتريباتوم نوعًا من الانفصال عن الأنماط السابقة على الرغم من أن بعضها يبدو أنه قد استمد عناصر التصميم من عملات تينكوميوس بالإضافة إلى العديد من الديناري الروماني. عثر على ستاتير واحد في دوفر يحمل اسم إيبيلوس وأناريفيتو غير معروف بخلاف ذلك. عثر على عدد قليل من العملات المعدنية في كنت يبدو أنها سُكت بشكل مشترك من قبل إيبيلوس وتينكوميوس وزعيم ثالث يُدعى فيريكا. يشبه أسلوب هذه العملات المعدنية تلك التي تداولوها في مقتنيات Eppillus في شمال كنت مع عناصر متشابهة بما يكفي للإشارة إلى قاطع قالب مشترك.
يبدو أن فيريكا قد استحوذت على ممتلكات إيبيلوس وتينكوميوس والتي أصدرت منذ حوالي عام 10 ميلاديًا ستاتير ذهبي وربع ستاتر بناءً على عملات تينكوميوس وإيبيلوس. تشير الاختلافات في الأسلوب بين العملات المعدنية إلى أن فيريكا كانت تدير دارين للسك، واحدة باستخدام نقاش كان يعمل سابقًا لدى إيبيلوس والأخرى مشتقة من تينكوميوس. تراوح وزن سلسلة ستاتر فيريكا بين 5.27 جرام و5.29 جرام بينما تراوح محتوى الذهب بين 42٪ و44.5٪ يبدو أن محتوى الذهب ظل مستقرًا بمرور الوقت دون أي علامة على انخفاض قيمته. أصدرت فيريكا أيضًا عملات فضية تضرب كل من الوحدات والحد الأدنى. وكما هو الحال مع ستاترها، فقد استخدمت هذه العملات بشكل كبير الزخارف الرومانية. في الثلاثينيات من القرن الماضي، أصدر إيباتيكوس ستاتر إلى جانب وحدات وحدود فضية في منطقة حول سيلشيستر. انتهى سك العملة البريطانية في المنطقة مع الغزو الروماني لبريطانيا في عام 43 م.

#### المحيط إلى الشمال من المنطقة الأساسية
يبدو أن أول عملة معدنية منقوشة في هذه المنطقة قد سكت من قبل الكورييلتوفي حوالي عام 1 بعد الميلاد وكانت تعتمد بشكل وثيق على عملة K البريطانية السابقة. نقشت العملات المعدنية بأحرف VEP وقد اقترح أن هذا والنقوش الأخرى تشير إلى أسماء القادة. وتبع ذلك عملات معدنية منقوشة إما AVN AST أو AVN COST. بعد هذه الإصدارات، أصبح التسلسل الزمني غير واضح ومن المحتمل أنه في بعض الأحيان كانت هناك سلطات إصدار عملات معدنية متعددة. يبدو أن الفئات القياسية كانت ستاتر ووحدات فضية ونصف وحدات فضية على الرغم من عدم العثور على بعض النقوش النادرة في جميع الفئات.
كانت المجموعة القبلية الرئيسية الأخرى في هذه المنطقة هي شعب الإيسيني الذين بدأوا في إنتاج العملات المعدنية المنقوشة حوالي عام 20 بعد الميلاد. كانت عملاتهم المعدنية مبدعة إلى حد ما مع التمسك الصارم بالموضوعات السلتية حتى إصداراتها الأخيرة. ليس من الواضح من أو ما تشير إليه معظم النقوش على العملات المعدنية على الرغم من أنه اقترح أن ECEN هي نسخة من Iceni. ومع ذلك، فإن هذا يتعارض مع ممارسات نقش العملات المعدنية السلتية العامة. يبدو أن آخر العملات المعدنية التي ضربها شعب الإيسيني كانت تلك الخاصة بـ Prasutagus. وعلى عكس سابقاتها، تُظهر هذه العملات المعدنية تأثيرًا رومانيًا كبيرًا في تصميمها. أدت هزيمة شعب الإيسيني ونهاية ثورة بوديكا في عام 60 أو 61 بعد الميلاد إلى إنهاء إنتاج عملات الإيسيني المعدنية.

#### المحيط إلى الغرب من المنطقة الأساسية
أصدرت قبيلتان في هذه المنطقة عملات معدنية، وهما دوبوني ودوروتريجيس. وكانت تصميمات عملاتهم المعدنية تميل إلى أن تكون محافظة إلى حد ما ولا تُظهر سوى القليل من التأثير الروماني.
كانت أولى عملات دوبوني المنقوشة هي تلك التي نقشت (ومن المفترض أنها أصدرتها) بودفوك وكوريو. التسلسل الزمني الدقيق غير واضح ولكن يبدو أن كوريو قد بدأت في إصدار العملات المعدنية حوالي عام 30 قبل الميلاد. من المحتمل أن بودفوك وكوريو كانا يحكمان أجزاء مختلفة من أراضي دوبوني في نفس الوقت تقريبًا. يبدو أن الدوبوني خلال هذه الفترة أصدروا في الغالب بالفضة مع سك غير منتظم للعملات الذهبية فقط. يبدو أن كوموكس وخاتيون تبعا بودفوك وكوريو. مرة أخرى التسلسل الزمني غير واضح ومن المحتمل أنهم كانوا يحكمون أجزاء مختلفة من أراضي دوبوني. من بين الأربعة (بودفوك، وكوريو، وكوموكس، وكاتي) يبدو أن بودفوك فقط هو الذي أصدر عملات فضية منقوشة، ومن المحتمل أن تكون العملات الأخرى مرتبطة بعملات فضية غير منقوشة مختلفة يبدو أنها صدرت في المنطقة. ويبدو أن كوموكس وكاتي تبعهما أنتيد وإيسف ربما بهذا الترتيب. وعلى عكس أسلافهم، فقد أصدروا وحدات فضية منقوشة. يظهر شعار متفرع على وجه عدد من ستاتير دوبوني الذهبي. أهمية الرمز وأصوله غير واضحة على الرغم من اقتراح الذرة والسراخس ومشتق من الإكليل الموجود على ستاتير Q البريطاني.

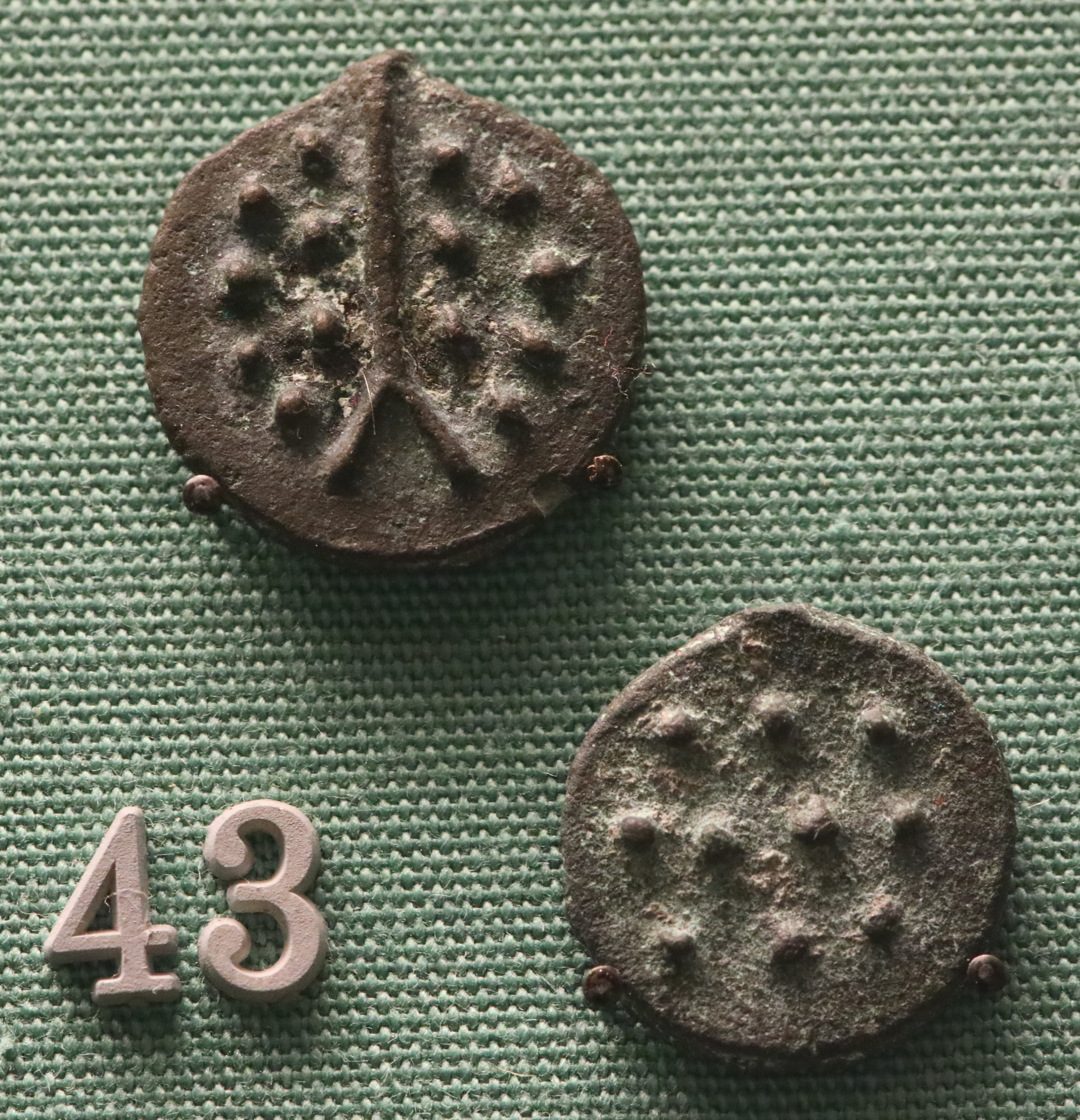
عملات معدنية مصبوبة على شكل رأس من هينجيستبري

أصدر شعب دوروتري سلسلة من العملات المعدنية سريعة التدهور خلال هذه الفترة، ربما بدءًا من حوالي عام 50 قبل الميلاد مع عملة فضية كبيرة (80٪) (بريطانية B) مع نسبة صغيرة إلى حد ما من الذهب. وقد اقترح أن القبيلة كانت تفتقر ببساطة إلى الوصول إلى الذهب في هذه المرحلة. نظرًا لعدم وجود عملات معدنية عثر عليها في سياق أثري آمن، فهناك بعض عدم اليقين بشأن تعيين بعض العملات المعدنية السابقة لدوروتري، لذلك من المحتمل أن سك العملات الدوروتري لم يبدأ إلا بعد بضع سنوات. وبغض النظر عن نقطة البداية، انخفض مستوى الفضة المستخدمة في عملات دوروتري بسرعة حتى سكت عملاتهم المعدنية بالبرونز بحلول عام 30 قبل الميلاد. في مكان ما بين عامي 10 و40 بعد الميلاد، يبدو أن شعب دوروتري قد أصدر وحدة فضية منقوش عليها CRAB. كانت عملات دوروتري الأخيرة عبارة عن برونز مصبوب عثر عليها إلى حد كبير حول رأس هينجيستبري. وقد عُثر على هذه العملات إلى جانب العملات الرومانية، ويبدو بالتأكيد أنه من الممكن أن تكون قد سُكّت بعد الغزو الروماني، على الرغم من أن سبب هذا السك وسبب السماح به غير واضح. انتهى السك بحلول عام 100 ميلادي.

### اسكتلندا وويلز
لم تسك أي عملات معدنية في ويلز أو اسكتلندا خلال هذه الفترة. اعتبارًا من عام 2015، عثر على 35 عملة سلتيك فقط في ويلز مع ما يقرب من 50٪ من تلك التي أنتجتها الدوبوني. في أوائل عشرينيات القرن الحادي والعشرين، عثر على كنز من 15 عملة معدنية أخرى سكها الكوريلتافي بالقرب من لانجود في أنغلزي.

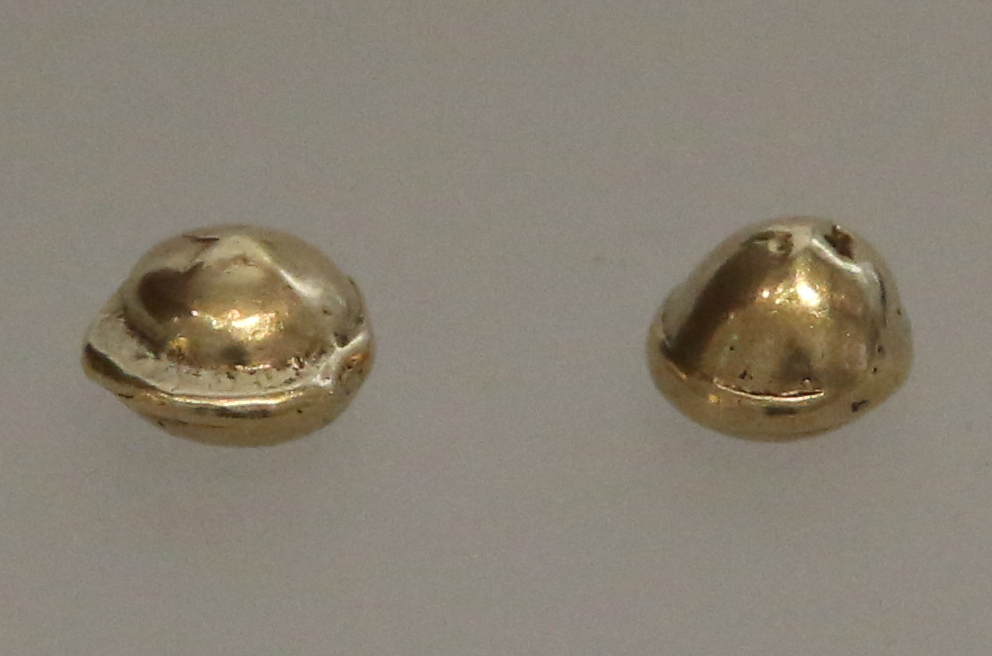
اثنتان من Globules à la Croix من كنز Netherurd

اعتبارًا من عام 1997، كان هناك 7 اكتشافات لعملات العصر السلتي في اسكتلندا. خمسة من هذه العملات موثقة بشكل سيئ أو يمكن أن تكون خسائر حديثة (أو في حالة واحدة من القرن التاسع عشر). من الاثنين المتبقيين، واحدة هي عملة جنوب فيريبي واحدة عثر عليها في لودرديل. والآخر عبارة عن كنز، عثر عليه بالقرب من نيثيرورد، والذي يحتوي على أكثر من أربعين عملة معدنية من نوع Globules à la Croix (عملات رصاصية) بالإضافة إلى عدد من العملات الذهبية. سكت العملات المعدنية في بلاد الغال، ربما في منطقة إلى الشمال الشرقي من باريس على الرغم من أن المنطقة الدقيقة بعيدة كل البعد عن الوضوح. سكت العملات المعدنية من هذا النوع لأول مرة حوالي عام 200 قبل الميلاد ولكنها ظلت قيد الاستخدام حتى الاحتلال الروماني. وقد اقترح أن وجودهم في اسكتلندا يرجع إلى الاتصال السياسي أو العسكري المباشر.

### ما بعد السلتيك
مع هزيمة الإيسيني واحتلال أراضيهم، انتهى سك العملات السلتية؛ ربما استمرت العملات المعدنية المصبوبة في هينجيستبري هيد ‏ لبضع سنوات أخرى. وقد استؤنف بالفعل إنتاج بعض العملات المعدنية بمستوى غير واضح من الرسمية في المناطق المحتلة. بعد الموجة الأولى من الاحتلال الروماني في عام 43 بعد الميلاد، يبدو أنه إنتجت نسخ رديئة الجودة من الأس، ربما للتعويض عن نقص العملات المعدنية ذات الفئة المنخفضة المستوردة من دور السك في روما. ويبدو أن هذا قد توقف بحلول السبعينيات من القرن الميلادي.
إنتجت المزيد من العملات الرسمية غير الواضحة والمتنوعة مع إنتاج نسخ مصبوبة من الديناري الفضي حوالي عام 200. لم تبدأ عملية سك العملة الرسمية مرة أخرى حتى أنشأ كارسيس دور سك العملة بعد ثورة كارسيس في عام 286.
ظهرت العملات المعدنية السلتية في رواسب أثرية يرجع تاريخها إلى فترة طويلة بعد توقف سك العملة. على سبيل المثال، عثر على وحدة فضية واحدة إلى جانب 4 سكياتا في رواسب بالقرب من بيرشينجتون أون سي ‏ والتي يرجع تاريخها إلى حوالي 600.